# Élections législatives de 1876 dans les Basses-Pyrénées
Les élections législatives de 1876 ont eu lieu les 20 février et 5 mars.

## Résultats à l'échelle du département
| Partis         | Partis         | Premier tour | Premier tour | Deuxième tour | Deuxième tour | Sièges |
| Partis         | Partis         | Voix         | %            | Voix          | %             | Sièges |
| -------------- | -------------- | ------------ | ------------ | ------------- | ------------- | ------ |
|                | Républicains   | 23 866       | 28,99        | 6 138         | 41,80         | 0      |
|                | Bonapartistes  | 23 047       | 28,00        | 8 545         | 58,20         | 3      |
|                | Légitimistes   | 18 664       | 22,67        |               |               | 1      |
|                | Centre gauche  | 16 745       | 20,34        | 2             |               |        |
|                |                |              |              |               |               |        |
| Inscrits       | Inscrits       | 104 172      | 100,00       | 19 897        | 100,00        | 6      |
| Votants        | Votants        | 82 645       | 79,34        | 14 702        | 73,89         |        |
| Abstentions    | Abstentions    | 21 527       | 20,66        | 5 195         | 26,11         |        |
| Blancs et nuls | Blancs et nuls | 323          | 0,39         | 19            | 0,13          |        |
| Exprimés       | Exprimés       | 82 322       | 99,61        | 14 683        | 99,87         |        |

## Résultats par arrondissement

### Arrondissement de Bayonne
| Candidats      | Candidats                         | Étiquette           | Premier tour | Premier tour | Deuxième tour | Deuxième tour |
| Candidats      | Candidats                         | Étiquette           | Voix         | %            | Voix          | %             |
| -------------- | --------------------------------- | ------------------- | ------------ | ------------ | ------------- | ------------- |
|                | Jules Labat                       | Bonapartiste        | 6 540        | 43,24        | 8 545         | 58,20         |
|                | Jean-Baptiste Plantié             | Gauche républicaine | 5 697        | 37,66        | 6 138         | 41,80         |
|                | Arnauld Michel d'Abbadie d'Arrast | Monarchiste         | 2 889        | 19,10        |               |               |
|                |                                   |                     |              |              |               |               |
| Inscrits       | Inscrits                          | Inscrits            | 19 897       | 100,00       | 19 897        | 100,00        |
| Votants        | Votants                           | Votants             | 15 132       | 76,05        | 14 702        | 73,89         |
| Abstention     | Abstention                        | Abstention          | 4 765        | 23,95        | 5 195         | 26,11         |
| Blancs et nuls | Blancs et nuls                    | Blancs et nuls      | 6            | 0,04         | 19            | 0,13          |
| Exprimés       | Exprimés                          | Exprimés            | 15 126       | 99,96        | 14 683        | 99,87         |

### Arrondissement de Mauléon
| Candidats      | Candidats            | Étiquette           | Premier tour | Premier tour |
| Candidats      | Candidats            | Étiquette           | Voix         | %            |
| -------------- | -------------------- | ------------------- | ------------ | ------------ |
|                | Jean-Charles Harispe | Bonapartiste        | 7 649        | 64,02        |
|                | Michel Renaud        | Gauche républicaine | 4 298        | 35,98        |
|                |                      |                     |              |              |
| Inscrits       | Inscrits             | Inscrits            | 14 267       | 100,00       |
| Votants        | Votants              | Votants             | 11 957       | 83,81        |
| Abstention     | Abstention           | Abstention          | 2 310        | 16,19        |
| Blancs et nuls | Blancs et nuls       | Blancs et nuls      | 10           | 0,08         |
| Exprimés       | Exprimés             | Exprimés            | 11 947       | 99,92        |

### Arrondissement d'Oloron-Sainte-Marie
| Candidats      | Candidats            | Étiquette      | Premier tour | Premier tour |
| Candidats      | Candidats            | Étiquette      | Voix         | %            |
| -------------- | -------------------- | -------------- | ------------ | ------------ |
|                | Louis Jacques Lacaze | Centre gauche  | 9 825        | 80,34        |
|                | Louis                | Légitimiste    | 2 405        | 19,66        |
|                |                      |                |              |              |
| Inscrits       | Inscrits             | Inscrits       | 17 117       | 100,00       |
| Votants        | Votants              | Votants        | 12 255       | 71,60        |
| Abstention     | Abstention           | Abstention     | 4 862        | 28,40        |
| Blancs et nuls | Blancs et nuls       | Blancs et nuls | 25           | 0,20         |
| Exprimés       | Exprimés             | Exprimés       | 12 230       | 99,80        |

### Arrondissement de Orthez
| Candidats      | Candidats          | Étiquette      | Premier tour | Premier tour |
| Candidats      | Candidats          | Étiquette      | Voix         | %            |
| -------------- | ------------------ | -------------- | ------------ | ------------ |
|                | Charles Chesnelong | Légitimiste    | 8 378        | 50,24        |
|                | Louis Vignancour   | Centre gauche  | 8 298        | 49,76        |
|                |                    |                |              |              |
| Inscrits       | Inscrits           | Inscrits       | 19 532       | 100,00       |
| Votants        | Votants            | Votants        | 16 716       | 85,58        |
| Abstention     | Abstention         | Abstention     | 2 816        | 14,42        |
| Blancs et nuls | Blancs et nuls     | Blancs et nuls | 40           | 0,24         |
| Exprimés       | Exprimés           | Exprimés       | 16 676       | 99,76        |

### Arrondissement de Pau

#### 1recirconscription
| Candidats      | Candidats             | Étiquette      | Premier tour | Premier tour |
| Candidats      | Candidats             | Étiquette      | Voix         | %            |
| -------------- | --------------------- | -------------- | ------------ | ------------ |
|                | Marcel Barthe         | Centre gauche  | 6 920        | 58,09        |
|                | Joseph-Louis de Luppé | Légitimiste    | 4 992        | 41,91        |
|                |                       |                |              |              |
| Inscrits       | Inscrits              | Inscrits       | 15 990       | 100,00       |
| Votants        | Votants               | Votants        | 12 051       | 75,37        |
| Abstention     | Abstention            | Abstention     | 3 939        | 24,63        |
| Blancs et nuls | Blancs et nuls        | Blancs et nuls | 139          | 1,15         |
| Exprimés       | Exprimés              | Exprimés       | 11 912       | 98,85        |

#### 2ecirconscription
| Candidats      | Candidats      | Étiquette      | Premier tour | Premier tour |
| Candidats      | Candidats      | Étiquette      | Voix         | %            |
| -------------- | -------------- | -------------- | ------------ | ------------ |
|                | Paul d'Ariste  | Bonapartiste   | 8 858        | 61,38        |
|                | Rivarès        | Républicain    | 5 573        | 38,62        |
|                |                |                |              |              |
| Inscrits       | Inscrits       | Inscrits       | 17 369       | 100,00       |
| Votants        | Votants        | Votants        | 14 534       | 83,68        |
| Abstention     | Abstention     | Abstention     | 2 835        | 16,32        |
| Blancs et nuls | Blancs et nuls | Blancs et nuls | 103          | 0,71         |
| Exprimés       | Exprimés       | Exprimés       | 14 431       | 99,29        |